# Barão de Vargem Alegre

Armas dos barões de Vargem Alegre.

Barão de Vargem Alegre é um título nobiliárquico criado por D. Pedro II do Brasil por decreto de 19 de dezembro de 1866, a favor de Matias Gonçalves de Oliveira Roxo. O título faz referência à antiga propriedade do nobre, em Piraí.
Titulares
1. Matias Gonçalves de Oliveira Roxo (1804—1879);
2. Luís Otávio de Oliveira Roxo (1850—1937) — filho do anterior, primeiro e único visconde de Vargem Alegre.